# Tara Sutaria
Tara Sutaria (Mumbai, 19 novembre 1995) è un'attrice indiana, che recita principalmente in film in lingua hindī.
Ha iniziato la sua carriera come cantante nel programma televisivo Big Bada Boom di Disney India per poi passare alla recitazione con le sitcom The Suite Life of Karan & Kabir (2012) e Oye Jassie (2013). Ha poi debuttato al cinema nel 2019 come coprotagonista di Student of the Year 2, per il quale ha vinto nel 2020 il premio Zee Cine Award come miglior debutto femminile. Da allora ha recitato in svariate pellicole tra cui Marjaavaan (2019), Tadap (2021), Heropanti 2 (2022), Ek Villain Returns (2022) e Apurva (2023).